# Лонгин (Томич)
Епи́скоп Ло́нгин (в миру Лю́бомир То́мич, серб. Љубомир Томић; 16 (29) апреля 1893, Фенлак, Кришана — 25 августа 1977, село Баница, община Биелина, Босния и Герцеговина) — епископ Сербской православной церкви, епископ Зворницко-Тузланский.

## Биография
Родился 29 апреля 1893 года Фенлаке (ныне Румыния) в семье Тимофия и Мисирки.
По окончании начальной школы вступил в Монастырь Гргетег. Пострижен в монашество на день святого Петра 1919 года настоятелем Монастыря Гргетег архимандрита Даниилом (Пантеличем). В сан иеродиакона рукоположил его епископ Темишварским Георгием (Летичем). Назначен придворным и патриаршим диаконом.
Как придворный диакон окончил среднюю школу, затем окончил Духовную семинарию в Битоле и Богословский факультет Белградского университета.
Занимал должность эконома Духовной семинара в Сремских Карловцах, эконома Патриарашего двора в Белграде.
На праздник святого архангела Михаила в 1938 году Патриарх Сербский Гавриил рукоположил архидиакона Лонгина в сан иеромонаха, а на день Святого Николая возвёл его в сан архимандрита. С того же года являлся настоятелем Монастыря Врдник-Раваница.
Благодаря архимандриту Лонгину в 1941 году мощи святого царя Уроша, святого князя Лазаря и святого праведного Стефана Штиляновича были спасены от уничтожения и переданы в Белградскую соборную церковь.
Во время Второй мировой войны жил как беженец в Белграде, а после войны, в 1945 году вернулся в Врдник, где началась работа по восстановлению монастыря. Также возглавлял Монастырь Беочин.
12 июня 1951 года решением архиерейского собора избран епископом Захумско-Герцеговачким. 1 июля того же года в Соборной церкви в Белграде состоялась его епископская хиротония, которую совершили: Патриарх Викентий, епископ Браничевский Вениамин (Таушанович) и епископ Будимлянско-Полимский Макарий (Джорджевич).
На очередном заседаании Священного Архиерейского собора 1955 года переведён на Зворницко-Тузланскую епархию с оставлением в должности ардминистратора (временного управляющего) Захумско-Герцеговинской епархией. 18 сентября того же года в Тузланском храме состоялось его настолование.
В этой епархии епископ Лонгин особое внимание уделил строительству новых приходских храмов и обучению священнических и монашеских кадров.
Скончался 25 августа 1977 года в Монастыре Тавна, где и был похоронен.